# Tulus
Tulus, właśc. Muhammad Tulus Rusydi (ur. 20 sierpnia 1987 w Bukittinggi) – indonezyjski piosenkarz.

## Kariera muzyczna
Jego debiutancki album zatytułowany Tulus ukazał się w 2011 roku. Miejscowe wydanie magazynu „Rolling Stone” umieściło ten album na szczycie listy najlepszych albumów w Indonezji, a Tulus został wyróżniony jako debiutant roku 2013.
Drugi album artysty, Gajah, został wydany w 2013 roku. Od tego czasu został rozdystrybuowany w nakładzie wynoszącym 88 tys. egzemplarzy, co stanowi jedną z największych produkcji płyt CD w Indonezji (2014–2015). Był to jedyny album muzyczny w języku indonezyjskim, który znajdował się na liście 10 najlepiej sprzedających się albumów muzycznych iTunes Asia, przez dwa miesiące z rzędu po premierze. Tytuł albumu nawiązuje do ksywki piosenkarza z czasów dzieciństwa. „Gajah” to również tytuł jednej z piosenek na płycie. Płyta zawiera także utwory „Tanggal Merah”, „Satu hari di Bulan Juni”, „Bumerang”, „Gajah”. Utwór „Sepatu” został nagrany w wersji japońskiej zatytułowanej Kutsu (セ パ ト ゥ 〜 く つ 〜) (tłum. Hiroaki Kato), udostępnionej w serwsie iTunes 10 października 2015.
W 2016 roku ukazał się jego trzeci album studyjny pt. Monokrom.

## Dyskografia
- 2011: Tulus
- 2014: Gajah
- 2016: Monokrom
- 2022: Manusia[7][8]